# Sirimavo Bandaranaike

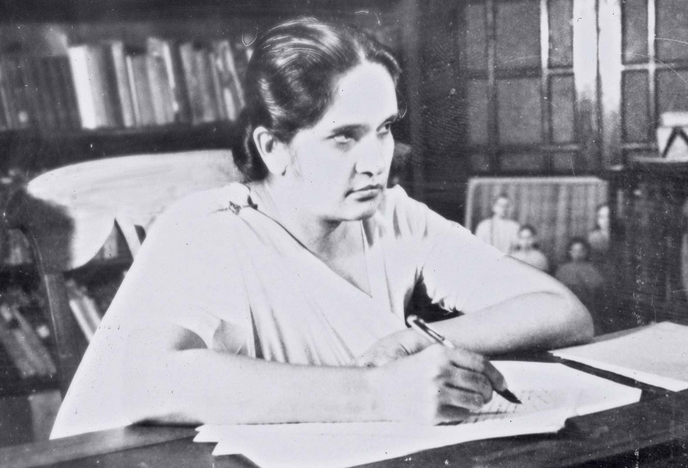
Sirimavo Bandaranaike (1960)

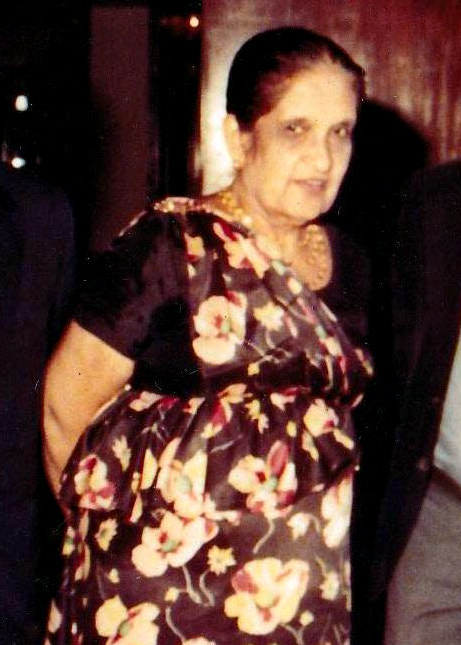
Sirimavo Bandaranaike (um 1981)

Sirimavo Ratwatte Dias Bandaranaike (* 17. April 1916 in Balangoda; † 10. Oktober 2000 bei Colombo) war eine sri-lankische Politikerin aus der Bevölkerungsmehrheit der Singhalesen. Sie war die erste frei gewählte Regierungschefin der Erde.
Bandaranaike hatte drei Mal das Amt des Premierministers Ceylons bzw. Sri Lankas inne, in den Jahren 1960–1965, 1970–1977 und 1994–2000. Sie war Vorsitzende der Sri Lanka Freedom Party. Ihr Ehemann war der frühere Premierminister S. W. R. D. Bandaranaike. Ihre Tochter Chandrika Kumaratunga war von 1994 bis 2005 Präsidentin des Landes.

## Politischer Werdegang
Nach der Ermordung ihres Ehemanns durch einen politisch radikalen buddhistischen Mönch im September 1959 kam es zunächst zu einer Phase der politischen Instabilität. Unter Interimspremier Dahanayake fiel die Regierungskoalition auseinander, so dass für den März 1960 Neuwahlen ausgerufen wurden. Die von ihrem Mann gegründete und 1956 von ihm zum Wahlsieg geführte SLFP bat Sirimavo Bandaranaike um Auftritte im Wahlkampf. Obwohl diese ein positives Echo hervorriefen, wurde die SLFP nur zweitstärkste Partei hinter der UNP (United National Party), die eine Minderheitsregierung unter Senanayake bildete. Da diese aber ohne Unterstützung im Parlament blieb, mussten bereits für den Juli erneute Neuwahlen ausgerufen werden.
Aus diesen Wahlen am 20. Juli 1960 ging die SLFP mit Sirimavo Bandaranaike als Spitzenkandidatin als klare Siegerin hervor und diese übernahm damit als weltweit erste Frau das Amt des Premierministers. Sirimavo Bandaranaike, die den Vorsitz ihrer Partei bis zu ihrem Lebensende im Jahr 2000 beibehalten sollte, führte die sozialistische Politik ihres Mannes fort und verstaatlichte Unternehmen in wirtschaftlichen Schlüsselsektoren wie dem Banken- und Versicherungsbereich. Auf Grund der instabilen ökonomischen und politischen Lage des Landes rief sie noch im selben Jahr den Notstand aus. Als Folge ihrer Entscheidung, Englisch als Amtssprache abzuschaffen und generell durch Sinhala, die Sprache der singhalesischen Bevölkerungsmehrheit, zu ersetzen, kam es zu einer Kampagne des zivilen Ungehorsams durch Angehörige der tamilischen Minderheit. Viele Tamilen betrachteten die Sprachgesetze als diskriminierend und als Versuch, sie vom Zugang zur Beschäftigung im Staatsdienst und zu den Gerichten und Ämtern auszuschließen. Dieser „singhalesische Chauvinismus“ war eine der Ursachen für den späteren Zusammenschluss mehrerer tamilischer Parteien zur Tamil United Liberation Front (TULF), die die Schaffung eines eigenen tamilischen Staates (Tamil Eelam) im Norden und Osten der Insel forderte.
Weitere Probleme erwuchsen Bandaranaikes Regierung, als sie ausländische Unternehmen verstaatlichte. Vor allem die USA und Großbritannien reagierten scharf und verhängten ein Embargo über ausländische Hilfen für das damals noch Ceylon genannte Land. In der Folge führte sie die Politik des Landes zwar näher an China und die Sowjetunion heran, Ceylon blieb aber ein blockfreier Staat.
1963 konnte sie einen Militärputsch abwehren, verlor aber 1964 eine Vertrauensabstimmung und auch die darauf folgende Wahl. Bereits bei den nächsten Wahlen im Jahr 1970 gewann sie mit großem Vorsprung die Mehrheit zurück und wurde erneut als Premierministerin vereidigt.
Während ihrer zweiten Amtsperiode wurde eine neue Verfassung beschlossen, mit der neben anderem der Name des Landes von Ceylon auf Sri Lanka geändert wurde. Die Verbindungen zur früheren Kolonialmacht Großbritannien wurden fast zur Gänze aufgelöst. Schon 16 Monate nach der Wahl wäre ihre Regierung beinahe durch einen bewaffneten Aufstand linksgerichteter Gruppen gestürzt worden. Die kleine, vor allem für zeremonielle Zwecke ausgerüstete Armee des Landes war nicht in der Lage, die Situation zu beruhigen. Bandaranaike bat die Regierungen befreundeter blockfreier Staaten um Hilfe. Indien und Pakistan schickten gemeinsam Truppen nach Colombo, denen es gelang, den Aufstand niederzuschlagen.
Die Ölkrise 1973 traf die Wirtschaft Sri Lankas schwer. Westliche Hilfe war wegen des andauernden Embargos nicht zu erwarten und die Wirtschaftspolitik der Regierung zeigte kaum Wirkung. Bandaranaike selbst erwies sich Kritik gegenüber als zunehmend intolerant und veranlasste schließlich sogar die Schließung unabhängiger Medien, die zu ihren schärfsten Kritikern gehörten. Schon früher hatte sie die größte Zeitung des Landes („Lake House“) verstaatlicht, die fortan als Sprachrohr der Regierung diente.
1976 wurde Bandaranaike zur Vorsitzenden der Bewegung der blockfreien Staaten gewählt. Während sie international weitgehend anerkannt und respektiert wurde, verlor sie allerdings in ihrer Heimat zusehends an Rückhalt in der Bevölkerung, insbesondere nachdem sie sich mit dem Vorwurf der Korruption konfrontiert sah und die Wirtschaft des Landes in eine immer tiefere Krise glitt. Die Wahlen 1977 verlor Sirimavo Bandaranaike mit großem Abstand. 1980 wurde ihr wegen Amtsmissbrauchs für sieben Jahre das Recht zur Ausübung eines öffentlichen Amtes aberkannt.
Während der folgenden 14 Jahre verblieb sie in der Opposition und wehrte, obwohl ihre Partei keine Wahl gewinnen konnte, immer wieder Versuche ab, sie von der Spitze der Partei zu verdrängen, darunter auch die ihrer eigenen Kinder. Ihrer Tochter Chandrika Kumaratunga gelang es schließlich im Jahr 1994, ihre Mutter zu überflügeln, als sie zur Präsidentin Sri Lankas gewählt wurde. Zugleich trat Sirimavo Bandaranaike ihre dritte Amtszeit als Premierministerin an. Sie verblieb in diesem Amt bis zwei Monate vor ihrem Tod im Jahr 2000.